# Comuna Nemerce, Murovani Kurîlivți
Nemerce (în ucraineană Немерче) este o comună în raionul Murovani Kurîlivți, regiunea Vinnița, Ucraina, formată din satele Leninska Sloboda, Nemerce (reședința), Strusove și Vinoj.

## Demografie
Componența lingvistică a satului Nemerce
     Ucraineană (98,18%)
     Rusă (1,46%)
     Alte limbi (0,29%)
Conform recensământului din 2001, majoritatea populației satului Nemerce era vorbitoare de ucraineană (98,18%), existând în minoritate și vorbitori de rusă (1,46%).